# Carlo Brogi
Pour les articles homonymes, voir Brogi.
Carlo Brogi (1850-1925) est un photographe italien, fils du photographe Giacomo Brogi (1822-1881). Auteur de nombreux portraits,  paysages et vues de villes, il prit la suite de son père à la tête de la société des « Edizioni Brogi Firenze », qui continua d'exercer ses activités jusque vers 1950.

## Biographie
Le fonds Brogi comprend plus de 8000 photographies. Un certain nombre d'entre elles portent la mention « Giacomo Brogi » alors qu'elles sont l'œuvre de Carlo Brogi, et seul le contexte visuel permet de savoir si les clichés sont ultérieurs à 1881.

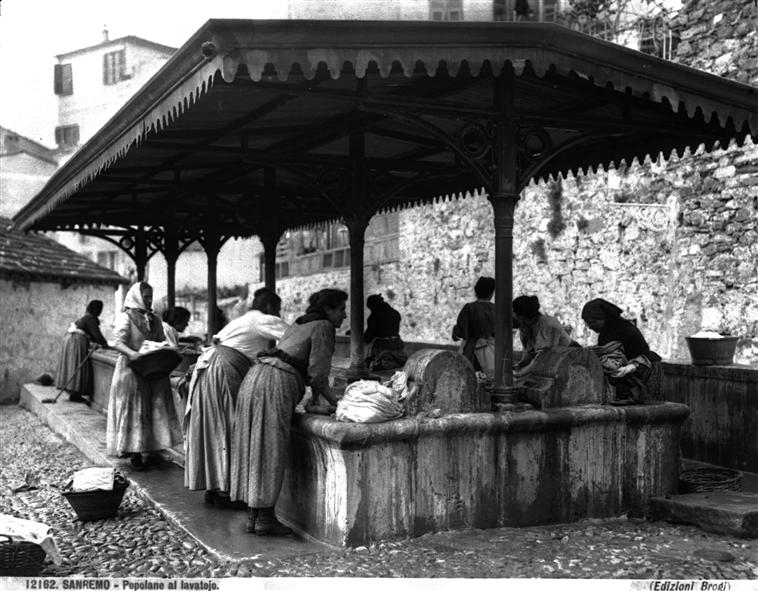
Le lavoir à San Remo.
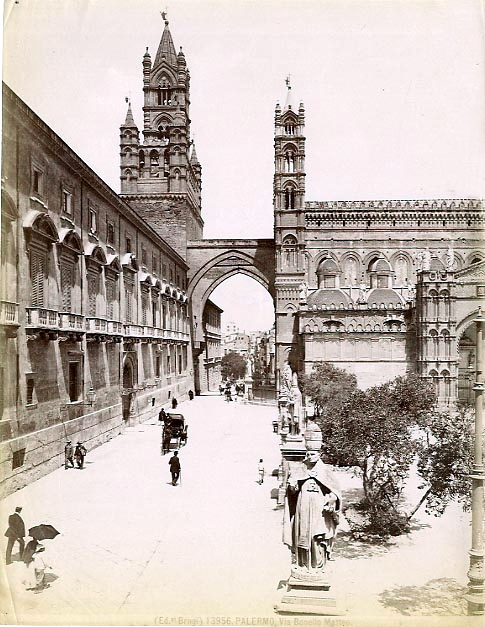
Palerme, Via Bonello Matteo.